# Myrganusz
Myrganusz – wieś w Armenii, w prowincji Ararat. W 2011 roku liczyła 1101 mieszkańców.